# Gisela Francouzská
Gisela Francouzská (francouzsky Gisèle de France; 969? – 1002) byla hraběnka z Ponthieu z dynastie Kapetovců.

## Život
Narodila se okolo roku 969 jako dcera krále Huga Kapeta a Adély, dcery akvitánského vévody Viléma III. Byla provdána za hraběte Huga I. z Ponthieu. Pár měl minimálně dva syny, Enguerrand zdědil hraběcí titul a Vít se věnoval církevní kariéře, stal se opatem v Saint-Riquier.